# 14
Năm 14 là một năm trong lịch Julius. 

## Sinh
- Trưng Trắc, một trong 2 lãnh đạo cuộc khởi nghĩa Hai Bà Trưng.
- Trưng Nhị, một trong 2 lãnh đạo cuộc khởi nghĩa Hai Bà Trưng.

## Mất
- Augustus, Hoàng đế đầu tiên của Đế quốc La Mã.